# Лыкошино (Пятихатский район)
Лыкошино (укр. Ликошине) — село,
Лозоватский сельский совет,
Пятихатский район,
Днепропетровская область,
Украина.
Код КОАТУУ — 1224583004. Население по переписи 2001 года составляло 103 человека .

## Географическое положение
Село Лыкошино находится на одном из истоков реки Лозоватка,
ниже по течению на расстоянии в 3 км расположено село Лозоватка.
Река в этом месте пересыхает.